# Ga Tamura

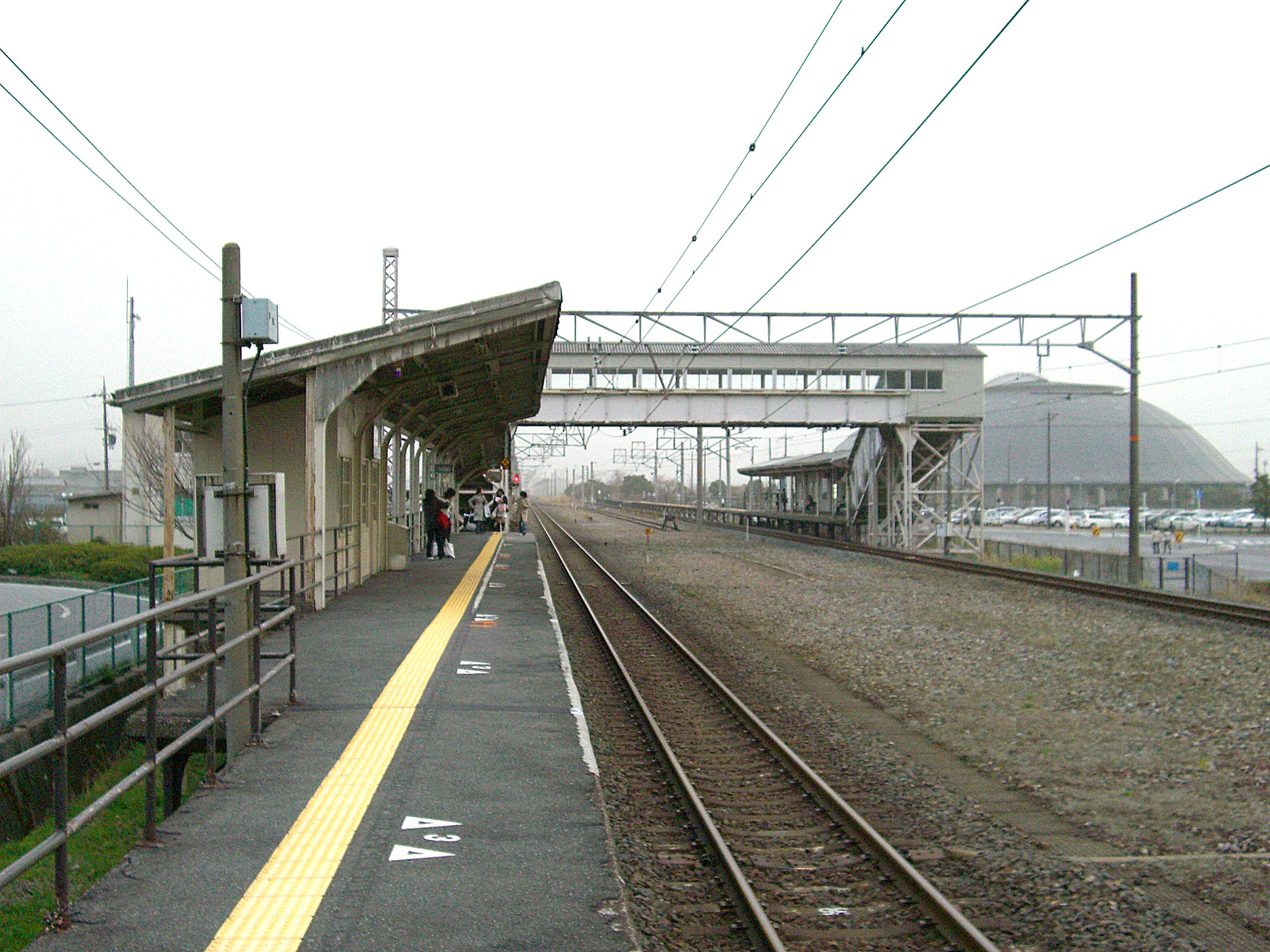
Ga Tamura - Sân giữa đường ray bị bỏ hoang.

Ga Tamura (田村駅 Tamura-eki)là ga đường sắt JR Tây trên tuyến Hokuriku chính ở Nagahama, Shiga, Nhật Bản.

## Liên kết ngoại
- (bằng tiếng Nhật) ga Tamura (tráng chính thức JR Tây)